# Tridentea jucunda
Tridentea jucunda är en oleanderväxtart som först beskrevs av Nicholas Edward Brown, och fick sitt nu gällande namn av Leslie Larry Charles Leach. Tridentea jucunda ingår i släktet Tridentea och familjen oleanderväxter. Inga underarter finns listade i Catalogue of Life.